# Tasmania (album)
Tasmania – drugi album zespołu Mech wydany w 1983 roku nakładem wytwórni Polton. Utrzymany jest w stylistyce rocka, rocka progresywnego, new wave i hard rocka.
W 2019 roku nakładem GAD Records ukazała się reedycja CD tego albumu.

## Lista utworów
źródło
Strona A
1. „Tasmania” (muz. Maciej Januszko, Robert Milewski – sł. Robert Milewski) – 4:12
2. „Spokojnie, to minie” (muz. Maciej Januszko, Janusz Łakomiec – sł. Maciej Januszko) – 3:58
3. „Popłoch” (muz. Maciej Januszko, Andrzej Korzyński – sł. Maciej Januszko) – 4:31
4. „W pajęczej sieci milczeń” (muz. Andrzej Dylewski – sł. Robert Milewski) – 4:38

Strona B
1. „Elektryczna kokieteria” (muz. i sł. Maciej Januszko) – 3:53
2. „Brudna muzyka” (muz. Maciej Januszko, Janusz Łakomiec – sł. Janusz Łakomiec) – 3:43
3. „Kołysanka dla nienarodzonego” (muz. Andrzej Dylewski – sł. A. Dylewska) – 4:14
4. „Suahili” (muz. i sł. Robert Milewski) – 4:11

Bonusowe utwory dodane do wydania GAD Records (2019)
1. „Samosierra” (muz. Maciej Januszko – sł. Janusz Kondratowicz) – 3:56
2. „TASSmania – Introdukcja” (Miks 2019) (muz. Maciej Januszko, Robert Milewski – sł. Robert Milewski) – 2:31
3. „Tasmania” (Miks 2019) (muz. Maciej Januszko, Robert Milewski – sł. Robert Milewski) – 4:28
4. „Popłoch” (Miks 2019) (muz. Maciej Januszko, Andrzej Korzyński – sł. Maciej Januszko)– 4:27
5. „W Pajęczej Sieci Milczeń” (Miks 2019) (muz. Andrzej Dylewski – sł. Robert Milewski) – 4:32
6. „Brudna Muzyka” (Miks 2019) (muz. Maciej Januszko, Janusz Łakomiec – sł. Janusz Łakomiec) – 3:49

## Twórcy
źródło
- Andrzej Dylewski – perkusja
- Maciej Januszko – śpiew, gitara basowa
- Robert Milewski – śpiew, instrumenty klawiszowe
- Janusz Łakomiec – śpiew, gitara

Personel
- Andrzej Sasin, Andrzej Lupa – realizacja
- Andrzej Tyszko – projekt graficzny, foto